# 冬日斜阳暖
《冬日斜阳暖》（羅馬化：Heman Tawan Ron）是一部由Pordeecom Entertainment制作，拉查达·翰帕侬（Jam）、婉娜拉·宋提查（Vill）领衔主演的泰国时代动作爱情剧。此剧改编自纳瓦帕特的同名泰语小说，预计将在2025年通过One 31台的黄金档播出。

## 演员阵容
- 拉查达·翰帕侬
- 婉娜拉·宋提查
- 忖拉维·密通唐
- 阿妮潘·查南普拉纳翁
- 希里亚姆·帕克迪杜姆朗格瑞特